# بيلفلد
بيليفيلد (بالألمانية: Bielefeld) هي مدينة صناعية تقع في ولاية شمال الراين - وستفاليا في غرب ألمانيا.

## المناخ
يظهر الجدول التالي التغييرات المناخية على مدار السنة لبيلفلد:
| البيانات المناخية لـبيلفلد        | البيانات المناخية لـبيلفلد | البيانات المناخية لـبيلفلد | البيانات المناخية لـبيلفلد | البيانات المناخية لـبيلفلد | البيانات المناخية لـبيلفلد | البيانات المناخية لـبيلفلد | البيانات المناخية لـبيلفلد | البيانات المناخية لـبيلفلد | البيانات المناخية لـبيلفلد | البيانات المناخية لـبيلفلد | البيانات المناخية لـبيلفلد | البيانات المناخية لـبيلفلد | البيانات المناخية لـبيلفلد |
| الشهر                             | يناير                      | فبراير                     | مارس                       | أبريل                      | مايو                       | يونيو                      | يوليو                      | أغسطس                      | سبتمبر                     | أكتوبر                     | نوفمبر                     | ديسمبر                     | المعدل السنوي              |
| --------------------------------- | -------------------------- | -------------------------- | -------------------------- | -------------------------- | -------------------------- | -------------------------- | -------------------------- | -------------------------- | -------------------------- | -------------------------- | -------------------------- | -------------------------- | -------------------------- |
| متوسط درجة الحرارة الكبرى °م (°ف) | 5 (41)                     | 6 (43)                     | 10 (50)                    | 14 (57)                    | 19 (66)                    | 22 (72)                    | 24 (75)                    | 24 (75)                    | 19 (66)                    | 14 (57)                    | 9 (48)                     | 5 (41)                     | 14 (58)                    |
| متوسط درجة الحرارة الصغرى °م (°ف) | 0 (32)                     | 0 (32)                     | 2 (36)                     | 4 (39)                     | 8 (46)                     | 11 (52)                    | 13 (55)                    | 14 (57)                    | 11 (52)                    | 7 (45)                     | 3 (37)                     | 0 (32)                     | 6 (43)                     |
| الهطول مم (إنش)                   | 35.3 (1.39)                | 35.5 (1.40)                | 38.9 (1.53)                | 35.4 (1.39)                | 57.2 (2.25)                | 36.2 (1.43)                | 47.4 (1.87)                | 41.9 (1.65)                | 42.0 (1.65)                | 31.6 (1.24)                | 36.7 (1.44)                | 44.9 (1.77)                | 483 (19.01)                |
| المصدر: worldweatheronline.com    |                            |                            |                            |                            |                            |                            |                            |                            |                            |                            |                            |                            |                            |

## توأمة
لبيلفلد اتفاقيات توأمة مع كل من:
- فيجياك
- روتشديل (1953 - )[8]
- Enniskillen [الإنجليزية]‏ منذ (1958 - )
- كنكارنو (1973 - )
- نهاريا (1980 - )
- فيليكي نوفغورود (1987 - )
- جيشوف (1991 - )
- إستيلي (1995 - )

## أعلام
- هيجو شوارتز
- رودلف ليبرت
- راينر ستاهيل
- هورست فيسل
- واه هولاند
- فريدريك مورناو
- ديناه بفيزينماير
- برنهارد شلينك
- أوغست أوتكر
- ألبرشت شوبرت